# قرار مجلس الأمن التابع للأمم المتحدة رقم 1777
قرار مجلس الأمن التابع للأمم المتحدة رقم 1777، المتخذ بالإجماع في 20 سبتمبر 2007.

## القرار
مدد مجلس الأمن ولاية بعثة الأمم المتحدة في ليبريا لمدة عام واحد، حتى 30 أيلول / سبتمبر 2008 ، بينما أيد خفض القوات.
اتخذ المجلس القرار بالإجماع، وبموجب الفصل السابع من ميثاق الأمم المتحدة، وأيد تخفيض قدره 2,450 فردا في العنصر العسكري للبعثة خلال الفترة من تشرين الأول / أكتوبر 2007 إلى كانون الأول / ديسمبر 2008، فضلا عن تخفيض قدره 498 من ضباط الشرطة خلال الفترة من أبريل 2008 إلى ديسمبر 2010.
وطلب المجلس كذلك من الأمين العام أن يرصد التقدم المحرز بشأن المعايير الأساسية المحددة في تقريره المرحلي الخامس عشر بهدف التوصية بمزيد من التخفيضات في القوات وأفراد الشرطة. وأكد من جديد عزمه على الإذن للأمين العام بإعادة نشر القوات مؤقتا، حسب الاقتضاء، بين بعثة الأمم المتحدة في ليبريا وعملية الأمم المتحدة في كوت ديفوار.

## روابط خارجية
- نص القرار في undocs.org